# The Girls Live
『The Girls Live』（ザ ガールズ ライブ）は、2014年1月10日（9日深夜）から2019年3月26日（25日深夜）までテレビ東京他で放送されていた音楽番組。全261回。アップフロントワークスの一社提供。2017年3月31日（30日深夜）までは金曜（木曜深夜）放送だったが『木ドラ25』枠を新設するため、同年4月4日（3日深夜）から火曜（月曜深夜）放送に変更された。

## 概要
ハロー!プロジェクトを含むアップフロントグループに所属するアイドルグループの「歌の魅力」を迫力あるスタジオライブを通して届ける音楽番組。さらに、ハロー!プロジェクトのメンバーが様々な企画に参加するメインコーナーがある。
2019年3月26日（25日深夜）の放送分をもって番組終了。後番組は引き続きハロー!プロジェクトに在籍するアイドルグループが出演する教養バラエティ番組『AI・DOLプロジェクト』となった。

## 出演者
- ハロー!プロジェクト
  - モーニング娘。'19
  - アンジュルム
  - Juice=Juice
  - カントリー・ガールズ
  - こぶしファクトリー
  - つばきファクトリー
  - BEYOOOOONDS
- アップアップガールズ（仮）
- 吉川友
- LoVendoЯ
- Bitter & Sweet
- PINK CRES.
- ハロー!プロジェクトOG
- 篠田潤子（ナレーション）

過去の出演者
- Berryz工房（2015年3月まで）
- ℃-ute（2017年6月まで）
- チャオ ベッラ チンクエッティ（2018年8月まで）

## 番組内容

### スタジオライブ
期間：2014年1月から最終回まで
ハロー!プロジェクトおよびアップフロントグループに所属するアイドルがスタジオでライブを披露するコーナー。

### コーディネート企画
期間：2014年1月から2016年10月まで
アップフロントグループに所属するメンバーの1名が他グループのライブ衣装をコーディネートするコーナー。メンバーが洋品店に赴きグループ全員分の衣装を選んで購入する。衣装は裁断や縫い付け等の加工を施すこともある。また、アクセサリーは専門店でパーツを購入して自作する。コーディネートが完成するとグループが実際に着用してスタジオライブを行い感想を述べる。

### ちょっとタメになる深夜のガールズトーク
期間：2018年2月から最終回まで
人間力を磨き、アイドルとしてのステップアップを目指すため、ハロー!プロジェクトメンバーがちょっとタメになる色々な知識を学ぶコーナー。MCは週替わりでハロー!プロジェクトOGが務め、ゲストとして各分野の専門家が登場する。このコーナーはスタジオライブと同じスタジオで収録されており、当日にライブ収録するグループから選抜された3名が出演する。また、放送日によってはハロー!プロジェクトメンバーがロケに出かけて体験学習を行う場合もある。

## 放送リスト
備考

- 2014年2月14日はソチオリンピック中継のため休止
- 正月特別編成のため、2015年1月2日、2016年1月1日、2018年1月2日、2019年1月1日は休止
- 2015年5月29日および6月5日は全仏オープンテニスによる特別編成のため休止
- 2016年3月4日は世界卓球による特別編成のため休止
- 2016年5月27日は特別番組放送のため休止
- 2016年12月29日は年末特別編成のため休止
- 2017年5月30日は特別編成のため休止
- 2018年2月13日は前夜の平昌オリンピック中継（20:00 - 翌0:00）による特別編成のため休止

## スタッフ
- 構成：望月卓、桑原昌信（桑原→以前はリサーチ）
- ロケ技術：ディープ
- TP：間瀬竜也
- TD：千明裕史
- カメラ：高村和隆
- VE：葛西雅弘
- VTR：宮前早智、辻源之、波塚保、畑中陶太
- 音声：飯島康生、芝崎素光
- PA：黒瀬知幸
- 照明：山崎康紀、井町成宏、新谷初、池田龍司
- 美術：小越敏彦
- デザイン：小野清菜
- 大道具：佐藤隆幸
- 電飾：及川博安
- アクリル装飾：是安弘樹
- メイク：金子友美
- 音響効果：村山達彦、松野謙一
- CG：江崎達也
- 編集：小川洋行、米沼元之、和田智昭、小櫃利朗、岡田拓真、小林彩子
- MA：大矢研二、武田明賢、塩崎峻也
- 衣装協力：詳細は以下を参照
  - 衣装/アクセサリー（店舗名は登場順）：one spo、WEGO、one way、WOmB、GU、sophila、スピンズ、Jelill、CAP FAKE!!!、elianegigi、Littny、HERE'S、BROOKLYN CHARM、Dolly&Molly、TOЯTE、AEON、RASVOA、Bye Bye、Delyle NOIR、GROWZE
  - カスタマイズ：ユザワヤ
  - その他：マガジンハウス、桑沢デザイン研究所（衣装作成協力）、オカダヤ（生地）
- 技術協力：テクノマックス、テレビ東京アート、テクノマックスビデオセンター、東宝舞台、コマデン、SPOT、ナカムラ綜美、山田カツラ
- AD：松本梨沙、柳田さやか、柿島萌乃香、坂江美香、吉田奈(真)緒、水代麻里、及川未亜、平田裕(祐)香、中村美桜、西川圭汰
- ディレクター：竹内大樹、三富達郎、花蔭篤、藤本元、市川大樹、堀佑斗、杉田美都、中川大輔
- 演出：佐々木明夫（以前はディレクター）
- プロデューサー：渡邊麗（テレビ東京）、高岩秀明
- 協力：アップフロントエージェンシー、アップフロントワークス、アップフロントプロモーション
- 制作協力：エムファーム
- 製作：テレビ東京、テレビ東京ミュージック

### 過去のスタッフ
- 構成：柳城稔麿、芦田克也、内藤英一
- リサーチ：本間恵理
- スタイリスト：武政
- 音響効果：丹羽さやか→幾代学→沢井隆志
- 演出：森貴志
- プロデューサー：牛原隆一（テレビ東京）、新潟竜大、植木栄次→黒岩敏一、山科翔太郎、櫻田宜弘

## ネット局と放送時間
※放送終了時のネット局および放送時間

※各局、編成の都合により、放送時間の変更および放送休止が発生することがあった。
| 放送対象地域 | 放送局            | 放送系列       | 放送期間                      | 放送時間                     | 備考       | 放送日の遅れ |
| ------------ | ----------------- | -------------- | ----------------------------- | ---------------------------- | ---------- | ------------ |
| 関東広域圏   | テレビ東京（TX）  | テレビ東京系列 | 2014年1月10日 - 2019年3月26日 | 火曜 1:00 - 1:30（月曜深夜） | 制作局     | -            |
| 全国放送     | BSテレ東          | BSデジタル     | 2014年1月11日 - 2019年4月1日  | 月曜 1:10 - 1:40（日曜深夜） | 遅れネット | 6日遅れ      |
| 滋賀県       | びわ湖放送（BBC） | 独立局         | 2014年1月26日 - 2019年4月12日 | 金曜 2:45 - 3:15（木曜深夜） | 遅れネット | 17日遅れ     |

| 放送対象地域 | 放送局             | 放送系列       | 放送期間                      | 放送時間                     | 備考       |
| ------------ | ------------------ | -------------- | ----------------------------- | ---------------------------- | ---------- |
| 福岡県       | TVQ九州放送（TVQ） | テレビ東京系列 | 2015年4月8日 - 2016年12月25日 | 水曜 1:00 - 1:30（火曜深夜） | 遅れネット |
| 福岡県       | TVQ九州放送（TVQ） | テレビ東京系列 | 2017年7月4日 - 12月26日       | 火曜 3:00 - 3:30（月曜深夜） | 遅れネット |

備考
- BSテレ東（旧・BSジャパン）の放送時間は2014年3月まで土曜9:30 - 10:00で放送、2014年4月から2016年3月まで月曜1:00 - 1:30で放送[2]。
- びわ湖放送は幾度かの放送時間の変更を行っているが、2017年4月7日（6日深夜）より上記時間にて放送。
- 世界卓球2018による特別編成および放送設備工事の為、BSジャパン放送日は2018年4月16日は14日に、30日は28日、5月7日は12日に変更された。

## DVD
すべてアップフロントワークスからのリリース
| - 2014年発売 The Girls Live Vol.1（2014年9月3日） The Girls Live Vol.2（2014年9月17日） The Girls Live Vol.3（2014年11月5日） The Girls Live Vol.4（2014年11月26日） The Girls Live Vol.5（2014年12月24日） - 2015年発売 The Girls Live Vol.6（2015年2月4日） The Girls Live Vol.7（2015年3月4日） The Girls Live Vol.8（2015年4月8日） The Girls Live Vol.9（2015年5月13日） The Girls Live Vol.10（2015年6月10日） The Girls Live Vol.11（2015年7月8日） The Girls Live Vol.12（2015年8月5日） The Girls Live Vol.13（2015年9月2日） The Girls Live Vol.14（2015年10月7日） The Girls Live Vol.15（2015年11月4日） The Girls Live Vol.16（2015年12月2日） The Girls Live Vol.17（2015年12月23日） - 2016年発売 The Girls Live Vol.18（2016年1月20日） The Girls Live Vol.19（2016年2月17日） The Girls Live Vol.20（2016年3月9日） The Girls Live Vol.21（2016年4月20日） The Girls Live Vol.22（2016年6月8日） The Girls Live Vol.23（2016年7月6日） The Girls Live Vol.24（2016年8月10日） The Girls Live Vol.25（2016年9月14日） The Girls Live Vol.26（2016年10月12日） The Girls Live Vol.27（2016年11月9日） The Girls Live Vol.28（2016年12月14日） | - 2017年発売 The Girls Live Vol.29（2017年1月18日） The Girls Live Vol.30（2017年3月1日） The Girls Live Vol.31（2017年5月17日） The Girls Live Vol.32（2017年6月14日） The Girls Live Vol.33（2017年7月12日） The Girls Live Vol.34（2017年8月16日） The Girls Live Vol.35（2017年9月13日） The Girls Live Vol.36（2017年10月11日） The Girls Live Vol.37（2017年11月15日） The Girls Live Vol.38（2017年12月13日） - 2018年発売 The Girls Live Vol.39（2018年1月17日） The Girls Live Vol.40（2018年2月21日） The Girls Live Vol.41（2018年3月14日） The Girls Live Vol.42（2018年4月18日） The Girls Live Vol.43（2018年5月16日） The Girls Live Vol.44（2018年6月20日） The Girls Live Vol.45（2018年7月11日） The Girls Live Vol.46（2018年8月15日） The Girls Live Vol.47（2018年9月12日） The Girls Live Vol.48（2018年10月10日） The Girls Live Vol.49（2018年11月14日） The Girls Live Vol.50（2018年12月5日） - 2019年発売 The Girls Live Vol.51（2019年1月16日） The Girls Live Vol.52（2019年2月13日） The Girls Live Vol.53（2019年3月6日） The Girls Live Vol.54（2019年4月10日） The Girls Live Vol.55（2019年5月22日） The Girls Live Vol.56（2019年6月12日） The Girls Live Vol.57（2019年7月10日） The Girls Live Vol.58（2019年8月7日） The Girls Live Vol.59（2019年9月11日） The Girls Live Vol.60（2019年10月9日） The Girls Live Vol.61（2019年11月13日） The Girls Live Vol.62（2019年12月11日） - 2020年発売 The Girls Live Vol.63（2020年1月22日） The Girls Live Vol.64（2020年2月12日） The Girls Live Vol.65（2020年3月11日） |